# Charles Townshend
Pour les articles homonymes, voir Townshend.
Charles Townshend (28 août 1725 – 4 septembre 1767) est un homme politique britannique.
Ses controversés Townshend Acts sont considérés comme l’une des causes principales de la révolution américaine.

## Biographie

### Jeunesse
Il est né au siège de sa famille à Raynham Hall, à Norfolk, en Angleterre, deuxième fils de Charles Townshend, 3e vicomte Townshend et d'Audrey Harrison (décédée en 1788), fille et héritière d’Edward Harrison de Ball's Park, près de Hertford. Il est un enfant maladif, souffre d'épilepsie et a une relation tendue avec ses parents . Il est un jeune homme impétueux, dont les "merveilleuses qualités étaient parsemées de folies et d’indiscrétions" .
Il est diplômé de l'Université de Leyde le 27 octobre 1745, où il fait connaissance d'un petit groupe d’autres jeunes Anglais, qui sont ensuite devenus bien connus dans divers milieux, notamment William Dowdeswell, John Wilkes et Alexander Carlyle. Ce dernier fait la chronique de leurs exploits dans son autobiographie.
Après son retour en 1747, il représente Great Yarmouth au Parlement jusqu'en 1756, date à laquelle il trouve un siège à l'arrondissement d'amirauté de Saltash, avant d'être transféré en 1761 à Harwich, un autre arrondissement où le siège est offert par le gouvernement. L'attention du public est attirée pour la première fois sur ses capacités en 1753, quand il livre une vive attaque contre le projet de loi sur le mariage de Philip Yorke, 1er comte de Hardwicke, bien que cette mesure fût adoptée .

### Vie publique
De 1749 à avril 1759, Charles Townshend est membre de la Commission du Commerce. C'est à cette époque qu'il s'intéresse pour la première fois aux pouvoirs de taxation et au contrôle britanniques sur les colonies américaines . En 1754 et 1755, il sert comme Lord de l'amirauté, mais à la fin de 1755, son attaque passionnée contre la politique du ministère provoque sa démission. Dans l'administration qui est formée en novembre 1756, et qui est dirigé par William Pitt l'Ancien, le bureau lucratif de trésorier de la chambre est donnée à Townshend, mais il prend sa retraite au printemps suivant et George Grenville le reprend. Le poste supérieur de premier Lord de l'amirauté est attribué à Townshend et son refus d'accepter la nomination entraîne son exclusion du nouveau gouvernement.
Dans les derniers jours du cabinet de George Grenville, pour conserver l'administration de Charles Watson-Wentworth, 1er marquis de Rockingham, Townshend accepte le poste de Paymaster des Forces, bien qu'il doute de la stabilité de l'administration, la qualifiant de "simple administration de luth" "jolis 'vêtements d'été", mais il ne résistera jamais l'hiver." .
Sous le ministère de William Pitt l'Ancien, Townshend accepte le poste de chancelier de l'Échiquier  en août 1766. Le nouveau chancelier propose le maintien de l’impôt foncier à quatre shillings par livre alors qu’il espère pouvoir le ramener à trois shillings l’année suivante. Son prédécesseur, William Dowdeswell, l’aide à faire passer la motion pour que la réduction prenne effet immédiatement. Townshend s'engage à trouver des revenus en Amérique afin de combler le déficit causé par la réduction .
Au début de 1767, peu de temps après l'abrogation de The Stamp Act en raison de violentes manifestations, Townshend propose que le Parlement puisse se procurer des revenus auprès des Américains sans les blesser via des taxes "externes" et non des taxes intérieures . Celles-ci sont connues sous le nom de Townshend Acts . Les lois visent à taxer plusieurs exportations en Amérique, telles que le verre, la peinture, le papier et le thé . Les Townshend Acts créent à Boston un conseil de commissaires chargé de les appliquer, ce qui est perçu comme une menace pour la tradition coloniale américaine de gouvernement autonome. Il estime que ces taxes à l'exportation généreraient une somme de 40 000 livres pour le Trésor anglais. Il a l'appui de son cousin Thomas Townshend, 1er vicomte Sydney qui est également ministre du gouvernement. Les Townshend Acts sont le dernier acte officiel de Townshend avant sa mort.
Charles Townshend conçoit une grande et dangereuse passion pour sa belle-fille Frances Scott, baronne Douglas.
Les villes américaines de Townsend, (Massachusetts) et Townshend (Vermont), sont fondées et baptisées du nom de Charles Townshend en 1732 et 1753 respectivement.
Peu de temps après, il meurt subitement de la fièvre le 4 septembre 1767.

## Famille
Il épouse, le 15 août 1755, Caroline Campbell, 1re baronne Greenwich (1717-1794), fille de John Campbell et de Jane Warburton. Ils ont deux enfants.
- Thomas Charles Townshend (1756 - 1782), célibataire, sans enfants ;
- Anne Townshend (29 juin 1756 - ?) épouse Richard Wilson (1755 - 1815), sans descendance ;
- William Townshend (1761 - 1789), célibataire, sans enfants.